# Tornados de Humacao
Tornados de Humacao es un club de fútbol puertorriqueño de la ciudad de Humacao. Fue fundado en 1994 y juega en la Puerto Rico Soccer League. Está afiliado al Pachuca Club de Fútbol de México.[cita requerida]

## Historia
El club se creó en el 1994 en Humacao. No fue hasta el 2008 que se afilió al Pachuca,[cita requerida] siendo uno de los clubes que debutaron en la Puerto Rico Soccer League.

### Los primeros años
El club originalmente se creó en 1994, cuando el dirigente Colombiano Jorge Eliécer Paredes junto un grupo de niños del vecindario Villa Universitaria, Humacao practicaban todos los sábados. No fue hasta el 20 de abril de 1995 que se registró oficialmente en la FPF como Club de Fútbol Tornados de la Ciudad Gris,y ese mismo año empezaron a jugar en torneos federados de jóvenes. En 1996 el dirigente Mexicano Evaristo Pérez se unió al club, con ello vino a la academia su primer estudiante Jonathan Genero Grilli, un niño argentino de 10 años. En 1997 ellos crearon la escuadra sénior y se unieron a la difunta Liga Mayor hasta su año final 2007.
En 1999, gracias a un grupo de padres y Rosa de Trujillo la esposa del alcalde de Humacao, que quería consolidar el sistema de jóvenes, fue cuando el club comenzó a jugar en todos los niveles en el parque Jacinto Hernández desde 2001.
| Temporada | Posición |
| --------- | -------- |
| 2008-09   | 8.º      |
| 2009-10   | 9.º      |

## Directiva del Club
Presidente: José Juan Pérez Otero
VicePresidente: Emilio Bezares
Tesorero  : Karla Pérez
Secretaria:  Marisol Rodríguez